# Tautogolabrus adspersus
Tautogolabrus adspersus es una especie de peces de la familia Labridae en el orden de los Perciformes.

## Morfología
Los machos pueden llegar alcanzar los 38 cm de longitud total.

## Distribución geográfica
Se encuentra desde Terranova y el Golfo de San Lorenzo (Canadá) hasta los Estados Unidos.